# Николай Чудотворец
Никола́й Чудотво́рец; Николай Уго́дник; Николай Мирлики́йский; Святи́тель Николай (греч. Άγιος Νικόλαος — «святой Николай»; 260—265, Патара, Ликия — 334—335, Миры, Ликия) — святой в исторических церквях, архиепископ Мир Ликийских (Византия). В христианстве почитается как чудотворец, на Востоке является покровителем путешествующих, заключённых и сирот, на Западе — покровителем практически всех слоёв общества, но в основном детей.
Изображается как с митрой на голове, символом его епископства, так и без неё. Святой Николай дал начало персонажу Санта-Клаусу. На основании его жития, в котором рассказывается о даре святителем Николаем приданого трём дочерям разорившегося богача, появилась традиция рождественских подарков.
В древних жизнеописаниях Николая Мирликийского обычно путали с Николаем Пинарским (Сионским) из-за схожих подробностей жизнеописаний святых: оба родом из Ликии, архиепископы, почитаемые святители и чудотворцы. Эти совпадения привели к заблуждению, существовавшему многие века, что в истории церкви был только один Святитель Николай Чудотворец.

## Жизнеописание
Согласно житию, святитель Николай родился в III веке в греческой колонии Патара в малоазийской римской провинции Ликия (ныне территория Турции). Николай был очень религиозным с раннего детства и полностью посвятил свою жизнь христианству. Считается, что он был рождён в семье состоятельных родителей-христиан. Из-за того, что его биография спуталась с биографией Николая Пинарского, долгое время существовало ошибочное мнение, что родителями Николая Мирликийского были Феофан (Епифаний) и Нонна.
Николай преуспел в изучении многих наук и в изучении Священного Писания, стремился проводить дни и ночи в молитве к Богу, усердно посещал церковь.
Его дядя, епископ Николай Патарский, поставил его в клирики, о чем сообщал святитель Мефодий, патриарх Константинопольский. Вероятно, святой Николай был посвящен в чтецы или дьяконы. Согласно святителю Димитрию Ростовскому, Николай Патарский возвел его в пресвитерский сан. После смерти родителей, святой Николай отдал унаследованное состояние нуждающимся. Благодаря чудесному знамению, после кончины предстоятеля Ликийской церкви Иоанна, решением Собора ликийских епископов Николай стал архиепископом Миры. По другой версии, собор ликийских епископов поставил его в епископы Миры напрямую из мирянина. В IV веке такое назначение было возможным. Став архиепископом Николай проводил дни в трудах и молитвах, помогал всем нуждающимся.
Начало епископского служения святителя Николая относят к правлению римских императоров Диоклетиана (годы правления 284—305) и Максимиана (годы правления 286—305), узаконивших гонение на христиан по всей империи.
За исповедания Иисуса Христа, в возрасте около 50 лет, святитель Николай был отправлен в тюрьму. По сообщениям Константинопольского синаксаря и Симеона Метафраста, он был приговорён к оковам, дыбе и другим пыткам. Он провёл в тюрьме много лет. Убедившись, что жестокость по отношению к христианам не приводит к желанным результатам, император Максимиан прекратил гонения. Святой Николай был освобождён из темницы. После победы императора Константина над Ликинием и даровании свободы христианам, святитель Николай стал бороться с язычеством, в частности, разрушил храм Артемиды Элевтеры в Мире.
По церковному преданию, святитель Николай присутствовал на Первом Вселенском соборе в 325 году. Однако на это существуют серьёзные сомнения, так как имя святителя Николая не упоминается ни в одном из старых списков епископов, присутствовавших на этом соборе. Профессор церковной истории Василий Болотов в «Лекциях по истории Древней Церкви» пишет: «Ни одно из сказаний о Никейском соборе, хотя бы со слабой претензией на древность, не упоминает в числе его участников имени Николая, епископа Мирликийского». При этом профессор протоиерей Владислав Цыпин считает, что так как в наиболее достоверных документах упоминаются имена лишь некоторых отцов Никейского собора, то не следует принимать этот аргумент всерьёз и не доверять церковному преданию.
Николай ревностно защищал христианскую веру от ересей, прежде всего арианства. Грек Дамаскин Студит, митрополит Навпактский и Артский (XVI век) в книге «Θησαυρός» («Сокровище») излагает сказание, согласно которому во время Первого Вселенского собора святитель Николай дал пощёчину своему оппоненту Арию. Однако факта заушения Николаем Ария и суда над Николаем нет в житии святого, написанном Симеоном Метафрастом в X веке, но в нём отмечается, что святой Николай был на Никейском соборе и «решительно восстал против ереси Ария». В русской агиографии описание пощёчины приведено в конце XVII века в Житиях святых, написанных митрополитом Димитрием Ростовским, также приводится в тексте Минеи для 6 декабря.
Протоиерей Ливерий Воронов считал, что известие о допущенном святителем Николаем заушении Ария возникло вероятнее всего в результате следующего недоразумения. Около времени падения Константинополя (1453 год) намечается тенденция сообщать о борьбе святителя Николая с Арием на Никейском соборе в значительно более резких выражениях. В одной из поздних редакций жития святителя Николая (возможно XV века) составитель, пользуясь сведениями Симеона Метафраста и так называемого «Синаксарного жития», добавил от себя следующую фразу: «И, ниспровергнув Ария, снова руководит своей паствой». Однако слово «ниспровергнув» затем было заменено более простым выражением: «поразив», «ударив». Так, по мнению протоиерея Валерия Воронова, произошло искажение первоначального сказания, нашедшее в XVI веке отражение и в письменности: сначала в латинском «Каталоге святых» Петра де Наталибуса (при этом Пётр де Наталибус пишет, что Николай ударил некого арианина), а затем в двадцатом слове (О жизни и деятельности преподобного отца нашего Николая, архиепископа Мир Ликийских, Чудотворца) Дамаскина, «иподиакона и студита, Фессалоникийского».
Также по мнению протоиерея Ливерия Воронова, утверждение о пощёчине Арию «не может быть признано истинным прежде всего потому, что оно стоит в резком противоречии с безупречным нравственным обликом великого Святителя», с одной стороны, и с Правилами святых апостолов, с другой. Тем не менее, по его же словам, Церковь «не сомневается в действительности факта соборного суда над свт. Николаем» за этот проступок. Ливерий Воронов на основании анализа лексики церковных песнопений подтверждает, что святой Николай назвал Ария «безумствующим богохульником».
Святитель Николай умер после непродолжительной болезни, прожив не менее 70 лет. Он был погребен в Мирах на кладбище рядом с городскими стенами, а над его могилой вскоре был сооружен храм. Согласно Житиям, его мощи стали источать миро. Дата кончины, согласно различным источником, приходится на 325—351 года. А. В. Бугаевский считает, что святитель Николай был погребён в построенной им соборной церкви. Основываясь на 3-й редакции «Деяния о стратилатах», он называет 334—335 годами смерти святителя Николая и считает, что он родился в 260—265 годах.

## Деяния и чудеса
Святитель Николай известен как защитник оклеветанных, часто избавляющий невинно осуждённых, молитвенник за моряков, которым угрожает потопление или кораблекрушение, и других путешественников.
В соответствии с жизнеописанием, будучи молодым человеком, Николай отправился учиться в Александрию, и в одном из своих морских путешествий из Миры в Александрию он воскресил моряка, сорвавшегося в шторм с корабельной оснастки и разбившегося насмерть. В другом случае Николай спас моряка по пути из Александрии обратно в Миру и по прибытии взял его с собою в церковь.
В житии святителя Николая описывается история о том, как святой Николай, ещё будучи священником, помог трём девушкам, отец которых, не имея возможности собрать приданое, планировал извлечь доход из их красоты. Узнав об этом, Николай решил им помочь. Будучи скромным и желая спасти девушек от растления, он бросил мешок с золотом в их дом, а сам возвратился домой. Обрадованный отец девиц выдал одну свою дочь замуж и использовал эти деньги для её приданого. Через некоторое время святой Николай подбросил мешок с золотом также для второй дочери, что позволило второй девице выйти замуж, обеспеченной приданым. После этого отец дочерей решил узнать, кто его благодетель, и поэтому дежурил все ночи, чтобы его дождаться. Его ожидание оправдалось: святой Николай ещё раз бросил мешок с золотом в окно и поспешил удалиться. Услышав звон золота, отец девиц побежал вслед благодетеля и, узнав святого Николая, бросился ему в ноги, говоря, что он спас их от погибели. Святой Николай, не желая, чтобы его благодеяние стало известно, взял с него клятву, что он никому об этом не расскажет.
Согласно католическому преданию, мешок, брошенный в окно святителем Николаем, приземлился в чулке, оставленном для просушки перед огнём. Отсюда произошёл обычай вывешивать носки для подарков от Санта-Клауса.
Ещё при жизни своей святитель Николай прославился как умиротворитель враждующих, защитник невинно осуждённых и избавитель от внезапной смерти. В сочинении, называемом «Деяние о стратилатах», описывается спасение им трёх граждан города Миры, несправедливо приговорённых к казни, а затем трёх константинопольских военачальников или стратилатов (воевод). Преподобный Симеон Метафраст и на его основании святитель Димитрий Ростовский описывают это деяние следующим образом. Во время, когда святой Николай был уже епископом Мир, в царствование императора Константина I во Фригии вспыхнул мятеж. Для усмирения мятежа царь послал туда войско под начальством трёх военачальников: Непотиана, Урса и Ерпилиона. Отплыв от Константинополя, они остановились в гавани Андриаке (Адриатский берег) около Мир. Во время стоянки некоторые воины, выходя на берег для покупки необходимого, многое забирали насилием. Местные жители озлобились, и между ними и воинами начались раздоры и вражда, приведших к столкновению у так называемой Плакомы. Узнав об этом, святитель Николай решил прекратить беспорядки. Прибыв туда, он стал убеждать военачальников держать своих воинов в повиновении и не позволять им притеснять людей. Тогда военачальники наказали провинившихся воинов и усмирили волнение. В это время к святителю Николаю пришли несколько граждан Мир Ликийских, прося его защитить оклеветанных трёх мужей из их города, которые, в отсутствие епископа Николая, были осуждены на смерть правителем Евстафием. Тогда святитель в сопровождении воевод отправился спасать осуждённых. Достигнув места казни, он увидел, что осуждённые мужи уже преклонились к земле и ожидали удара меча палача. Тогда святитель Николай вырвал меч из рук палача и освободил осуждённых. После этого военачальники отправились во Фригию, чтобы исполнить данное им царское повеление. Подавив мятеж, они возвратились домой. Царь и вельможи воздали им хвалу и почести. Однако, некоторые вельможи, завидуя их славе, оклеветали их перед префектом претория Востока Аблабием, дали ему денег и говорили ему, что воеводы готовят заговор против царя. После того как префект Аблабий донёс это царю, последний без расследования велел заключить воевод в темницу. Клеветники боялись, что их клевета станет известной, поэтому стали просить правителя Аблабия осудить воевод на смерть. Правитель согласился и, отправившись к царю, уговорил императора казнить воевод. Так как был вечер, то казнь была отложена на утро. Темничный страж, узнав об этом, сообщил воеводам. Тогда воевода Непотиан вспомнил о святителе Николае, и они стали молиться святителю избавить их. В ту же ночь святитель Николай предстал во сне перед царём и сказал, чтобы он освободил оклеветанных воевод и пригрозил ему смертью, если он не исполнит просимое. В ту же ночь святитель явился и префекту Аблабию и возвестил ему то же, что и царю. Отправившись к царю, правитель рассказал ему своё видение. Тогда царь повелел привести воевод из темницы, говоря, что они волхованиями навели на него и правителя такие сны. Воеводы отвечали царю, что они не готовили никакого заговора против него и усердно служили ему. Тогда царь раскаялся и освободил воевод. Он вручил им золотое Евангелие, золотое кадило, украшенное каменьями и два светильника и повелел это отдать в церковь Мир. Вернувшись в Миры, воеводы воздали благодарение святителю за его чудесную помощь. Документально известно, что воеводы Непотиан и Урс стали консулами в 336 и 338 соответственно.
Известно также чудо спасения моряков от бури по молитве святителя Николая.
Сразу после смерти тело святителя стало мироточить и стало объектом паломничества. Над могилой в VI веке построили базилику, а в начале IX века — церковь Святого Николая. В ней мощи хранились до 1087 года, — до похищения их итальянцами из города Бари.

## Перенесение мощей
В 792 году калиф Харун ар-Рашид послал начальника флота Хумейда опустошить остров Родос. Разграбив остров, Хумейд отправился в Миры Ликийские с намерением взломать и разграбить гробницу святителя Николая. Однако вместо неё он взломал другую, стоявшую рядом с гробницей Святителя, и едва святотатцы успели это сделать, как на море поднялась страшная буря и почти все суда Хумейда были разбиты.
Подобное осквернение христианских святынь возмущало не только восточных, но и западных христиан. Особенно опасались за мощи святителя Николая христиане в Италии, среди которых было много греков.
Угроза христианским святыням усилилась после того, как на Ближний Восток вторглись турки-сельджуки. Империя изнемогала от их нападений, координируемых с печенегами и родственными сельджукам гузами с севера, причём с Запада византийцев громили норманны. В главном городе Каппадокии, Кесарии, турки ограбили главную святыню города — церковь Василия Великого, где хранились мощи святого. Византийский хронист писал по поводу времени Михаила Парапинака (1071—1078): «При этом императоре весь мир, земной и морской, был захвачен нечестивыми варварами, разрушен и лишился населения, ибо все христиане были ими убиты, и все дома и деревни Востока с их церквями были разорены, полностью разрушены и превращены в ничто».
Новый император Алексей I Комнин пытался спасать святыни, но не мог. Варварство грабителей-турок приписывали всем мусульманам, в том числе, и управлявшим Антиохией. С целью вернуть Бари потерянную значимость религиозного центра, барийцы решили похитить мощи святителя Николая из Мир Ликийских в расчёте, что их никто не обвинит в похищении реликвии у восточных христиан, так как Миры заполонили турки. В 1087 году барийские и венецианские купцы отправились в Антиохию. И те и другие предполагали на обратном пути в Италию забрать мощи святителя Николая из Мир Ликийских и привезти их в Италию, но барийцы опередили венецианцев и первыми высадились в Мирах. В разведку были посланы двое жителей Бари, которые, вернувшись, сообщили, что в городе всё тихо, а в церкви, где находятся мощи, только четверо монахов. Тут же 47 человек, вооружившись, отправились в храм святителя Николая.
Монахи, сторожившие святыню, не подозревая ничего плохого, указали им помост, под которым была скрыта гробница святого. Монах при этом рассказал чужеземцам о видении накануне святителя Николая одному старцу, в котором Святитель просил бережнее хранить его мощи.
Рассказ этот воодушевил жителей Бари, поскольку они увидели для себя в этом явлении как бы указание Святого Николая. Для облегчения своих действий они открыли монахам свои намерения и предложили им выкуп — 300 золотых монет. Монахи гневно отказались от денег и хотели оповестить жителей об угрожавшем им несчастье, однако итальянцы связали их и поставили у дверей своих сторожей.
Жители Бари разбили церковный помост, под которым стояла гробница с мощами, и увидели, что саркофаг наполнен благоуханным святым миром. Соотечественники барийцев, пресвитеры Лупп и Дрого, совершили литию, после которой юноша по имени Матфей стал извлекать из переполненного миром саркофага мощи Святителя. События происходили 20 апреля 1087 года.
Ввиду отсутствия ковчега пресвитер Дрого завернул мощи в верхнюю одежду и в сопровождении барийцев перенёс их на корабль. Освобождённые монахи сообщили городу печальную весть о похищении иностранцами мощей Чудотворца. Толпы народа собрались на берегу, но было поздно…
9 мая корабли подошли к Бари, где радостная весть об этом уже облетела весь город. Аббат бенедиктинского монастыря Илия, в отсутствие в тот день первых лиц города, решил судьбу реликвии, а позже стал её хранителем. Мощи святителя Николая торжественно перенесли в церковь Святого Стефана, находившуюся неподалёку от моря. Торжество перенесения святыни сопровождалось многочисленными чудотворными исцелениями больных, что возбуждало ещё большее благоговение к великому угоднику Божию. Через год Илией была построена церковь во имя святителя Николая и освящена папой Урбаном II. Ныне это Базилика Святого Николая, где и сейчас хранятся мощи святителя.
Моряки из Бари забрали бо́льшую часть мощей святителя, находившихся в саркофаге в Мирах (около 4⁄5), оставив все мелкие фрагменты в могиле. Хотя жители перепрятали оставшиеся мощи, но в 1099—1101 годах благодаря пыткам стражей они были собраны венецианцами во время первого крестового похода и доставлены в Венецию, где на острове Лидо была построена церковь святого Николая — покровителя моряков. Антропологические экспертизы в 1957 и 1987 годах показали, что мощи в Бари и Венеции принадлежат одному скелету. Святитель Николай стал святым покровителем Венеции вместе с апостолом Марком и Феодором Стратилатом.

## Установление праздника перенесения мощей
Вначале праздник перенесения мощей святителя Николая отмечался только жителями итальянского города Бари. В других странах христианского Востока и Запада он не был принят, несмотря на то, что о перенесении мощей было широко известно. Греческая Церковь также не установила празднования этой даты, возможно, потому, что потеря мощей Святителя была для неё событием печальным.
На Руси в XI веке почитание святителя распространилось быстро и повсеместно. Русской православной церковью празднование памяти перенесения мощей святителя Николая из Мир Ликийских в Бари 9 мая установлено вскоре после 1087 года на основе глубокого, уже упрочившегося почитания русским народом великого угодника Божия. Архиепископ Черниговский Филарет считал, что в Русской церкви праздник в честь перенесения мощей Святителя Николая установлен в 1091 году. Митрополит Московский и Коломенский Макарий полагал, что праздник был установлен митрополитом Киевским Иоанном II (1077—1089). Протоиерей Николай Погребняк считает, что праздник в честь перенесения мощей святителя Николая был установлен святителем Ефремом в 1097 году. По мнению Д. Г. Хрусталёва, на Руси этот праздник появился в 1092 году. Традиционно праздник прибытия мощей святителя носит название Николы Вешнего (Николы Летнего) и празднуется 22 мая по новому стилю, а день его смерти (19 декабря по новому стилю) — Николы Зимнего.
Праздник широко отмечают в Русской и Болгарской церквях. В Сербии отмечается церковный праздник Крестная Слава, а Слава Святого Николая Чудотворца является самой распространённой.
Католики за пределами города Бари этот праздник редко почитают.

## Почитание
Современный месяцеслов Русской православной церкви содержит три праздника святого Николаю, у каждого из которых своя гимнография:
- 6 (19) декабря — день смерти;
- 9 (22) мая — день прибытия мощей в город Бари;
- 29 июля (11 августа) — рождество святого Николая[34]. До нас дошли две разные службы на этот праздник XVII—XVIII веков[33][35];
- Каждый будничный четверг.

Точно известно о греческом происхождении только одной из названных памятей — Преставления святого Николая. В Византии была составлена и служба на этот праздник. Остальные пять праздников (вероятно все) принадлежат Русской церкви, и гимнографию к ним составляли русские песнотворцы.
Вторую группу составляют праздники в честь чудотворных икон Святителя, которых сложилось довольно много. Память его чествуется также еженедельно, каждый четверг, особыми песнопениями.
В 1987 году память святителя Николая была включена в Собор Тульских святых, празднование Собору совершается 22 сентября (5 октября).
В городе Бари, в котором пребывает бо́льшая часть мощей святителя Николая, 1 марта 2009 года Русской православной церкви были переданы храм в честь святителя Николая (построен в 1913—1917 годах) вместе с Патриаршим подворьем. Символические ключи от подворья принял президент России Дмитрий Медведев.

### Мощи святителя Николая
Изначально святой Николай был погребён в церкви в Мире (ныне — город Демре на территории современной Турции).
В мае 1087 года итальянские купцы украли бо́льшую часть мощей святителя из храма города Миры и перевезли их в город Бари (Италия), в спешке и суете оставив в саркофаге в Мирах около 20 % мощей. Спустя 9 лет венецианцы похитили остальные части мощей святителя Николая и вывезли их в Венецию вместе с мощами других мирликийских святых: святителя Николая — по мнению венецианцев, «дяди» святителя Николая, на самом деле родственника святого Николая Пинарского, и священномученика Феодора, тоже архиепископа Мир Ликийских.
Ныне около 65 % мощей святителя Николая находятся в католической базилике Святого Николая в Бари, под престолом алтаря крипты. Примерно пятая часть мощей святителя находится в католическом храме Святого Николая на острове Лидо в Венеции в раке над престолом, над которой установлены кипарисовые статуи священномученика Феодора, святителя Николая Чудотворца (в центре) и святителя Николая «дяди». Остальные части мощей Николая Чудотворца разнесены по всему миру.
В базилике в Бари под престолом алтаря крипты сделано круглое отверстие в гробницу святителя Николая, из которой один раз в год, 9 мая, извлекают прозрачное миро.
В 2014 году группа британских учёных-антропологов попыталась реконструировать по черепу внешний облик Святого Николая: он был ростом примерно 168 см с длинной бородой, круглой головой и массивной челюстью. В 1950-х годах мощи были исследованы итальянским антропологом, профессором Луиджи Мартино. Исследования показали, что голова его была слегка вытянутая, нормальной формы; лицо было в основном коротким и широким; подбородок выдвинут вперёд больше, чем обычно; широкий лоб; довольно большие глазницы; нос среднего размера; рост 167 см.

### В России
На Руси почитание «повсюду чествуемаго» Николая Чудотворца было очень распространено, а количество посвящённых ему храмов и написанных икон было самым большим после Богородицы. Его имя вплоть до начала XX века было в России одним из самых популярных при наречении младенцев. Святитель Николай является самым почитаемым святым и в современной России. По состоянию на 2021 год в России существует около 5400 храмов и часовен, не считая монастырей, освящённых в честь святителя Николая, что составляет около 12 % от их общего числа (на втором месте ― храмы и часовни в честь Покрова Пресвятой Богородицы ― около 1800 молитвенных сооружений).
С 21 мая по 28 июля 2017 года во время временного перенесения частицы мощей святителя Николая из базилики святителя Николая в Бари в Россию им поклонилось около 2,5 млн человек (около 2 млн в Москве в храме Христа Спасителя с 22 мая по 12 июля и около 500 тыс. в Санкт-Петербурге в Александро-Невской лавре). 21 мая 2017 года ковчег с частью мощей святителя (левое ребро, извлечённое из-под спуда через отверстие для сбора мира) был доставлен самолётом в Москву, где в храме Христа Спасителя его встретил патриарх Кирилл. Договорённость о принесении мощей в Русскую православную церковь была достигнута в ходе встречи патриарха Кирилла и папы римского Франциска 12 февраля 2016 года в Гаване. Это событие произошло впервые за 930 лет пребывания честных мощей в Бари, в течение которых они никогда не покидали города.

### Памятники
- Памятник в Ейске
- Памятник в Ивантеевке
- Мемориал в Тольятти
- Памятник у стен церкви Святого Николая в Демре
- Памятник на площади перед церковью Святого Николая в Демре

В 1998 году в Можайске был установлен памятник Николаю Чудотворцу работы Вячеслава Клыкова.
2 мая 2007 года в Ивантеевке в сквере перед церковью Смоленской иконы Пресвятой Богородицы открыт памятник Святителю Николаю Чудотворцу, автор скульптуры Григорий Потоцкий, автор ротонды Владимир Губский.
12 июня 2008 года на Соборной площади Перми у бывшего здания Пермского краевого музея открыт памятник Святителю Николаю Чудотворцу работы Вячеслава Клыкова.
26 сентября 2008 года в Батайске открыт памятник Святителю Николаю Чудотворцу работы Сергея Исакова.
19 декабря 2008 года Фонд Святителя Николая Чудотворца подарил городу Петропавловску-Камчатскому памятник Святителю Николаю Чудотворцу.
23 декабря 2009 года в Калининграде перед памятником рыбакам был установлен памятник Николаю Чудотворцу, таким образом оба памятника составляют теперь единый ансамбль. Торжественное открытие реконструированного мемориального комплекса состоялось 8 июля 2010 года.
1 июля 2016 года в Кисловодске на Курортном бульваре у Главных нарзанных ванн открыт и освящён памятник святителю Николаю Чудотворцу, автором которого является скульптор Салават Щербаков.
28 июля 2018 года, в день 1030-летия крещения Руси, в Мурманске на его главной лестнице, спускающейся от улицы Капитана Буркова, был открыт и освящён памятник Николаю Чудотворцу, авторами которого являются Фёдор Конюхов, скульпторы Сергей Крюков, Дмитрий и Светлана Ряпосовы.
7 мая 2021 года в Липецке у Молодёжного парка открыт бронзовый памятник Николаю Чудотворцу, представленный в одном из самых распространённых на Руси образов, известном как «Никола Можайский с мечом».

## В славянском фольклоре
Никола Чудотворец — один из наиболее почитаемых у славян христианских святых. В восточнославянской традиции культ Николы по значимости приближается к почитанию Богородицы и даже самого Христа. При этом на Руси до реформы патриарха Никона (книжной справы) имя святого писалось и произносилось как Нико́ла, и его изменение подвергали критике старообрядцы, в частности, протопоп Аввакум в послании «Об иконном писании».
По народным верованиям славян (славянском фольклоре), Никола — «старший» среди святых, входит в святую Троицу (sic) и даже может сменить на престоле Бога. Ещё в XIX—XX вв. можно было встретить мнение, что Троица состоит из Спасителя, Богоматери и Николы. В легенде из белорусского Полесья говорится, что «сьвяты Микола не тольки старей за ўcix сьвятых, да мабыць и старшы над ими <…> Сьвяты Микола божы насьледник, як Бог памре (sic), то сьв. Микалай чудатворец будзе багаваць, да не хто иншы». Об особом почитании святого свидетельствуют сюжеты народных легенд о том, как св. Николай стал «владыкой»: он так истово молился в церкви, что золотая корона сама собой упала ему на голову (укр. карпат.).
У восточных и западных славян образ Николы по некоторым своим функциям («начальник» рая — владеет ключами от неба; перевозит души на «тот свет»; покровительствует ратникам) контаминируется с образом Архангела Михаила. У южных славян образ святого как истребителя змей и «волчьего пастыря», сближается с образом Георгия Победоносца.
Основные функции Николы (покровитель скота и диких зверей, земледелия, пчеловодства, связь с загробным миром, соотнесённость с реликтами культа медведя), противопоставление «милостивого» Николы «грозному» Илье-пророку в фольклорных легендах свидетельствуют, по мнению Б. А. Успенского, о сохранении в народном почитании святого Николая следов культа языческого божества Волоса (Велеса).
Начало зимних Святок и окончание рождественского поста во многих местах Российской империи приурочивалось к Николину дню.

## Прочие сведения
- В иконографии святителя иногда выделяют иконы «Николы зимнего» и «Николы вешнего», соответствующие дням почитания в году[77][78]. При этом «зимний» Никола изображается в епископской митре, а «вешний» — с непокрытой головой. Существует предположение, что иконография «Николы зимнего» возникла во времена царствования Николая I, который как-то обратил внимание на то, что на иконе его небесный покровитель изображён без головного убора, и сделал замечание духовенству[79]. На большинстве икон по сторонам главы святителя Николая имеются также небольшие образы Господа Иисуса Христа с Евангелием и Пресвятой Богородицы с архиерейским омофором в руках.
- На Никольской башне Московского Кремля находится икона Николы Можайского, в честь которой и названа башня и улица, ведущая к этой башне.
- В Рязанской епархии 15 (28) июня местно празднуется день святителя Николая в честь его иконы, явленной в XII веке, выполненной из глины, облачённой в священнические ризы и находящейся в деревянном киоте (в одной руке святитель держит меч, в другой — церковь). Праздник посвящён иконе в память о чудесном спасении жителей села от эпидемии холеры в XIX веке.
- В Вятской епархии Русской православной церкви начиная с XV века с 3 по 8 июня (с 21 по 26 мая старого стиля) совершается Великорецкий крестный ход в честь Великорецкой иконы Николая Чудотворца, явленной в XIV веке близ села Великорецкого. В честь той же Великорецкой иконы святителя Николая с 9 по 13 августа проходит старообрядческий Великорецкий крестный ход из города Кирова (Вятки) в село Великорецкое.
- Почитание калмыками-буддистами Николая Чудотворца было одним из виднейших успехов калмыцкой христианизации. «Микола-бурхан» был включён в пантеон духов-хозяев Каспийского моря и особо почитался как покровитель рыбаков[80].
- Другой буддийский народ России — буряты — отождествлял Николая Чудотворца с божеством долголетия и процветания Белым Старцем.

«Все без исключения тункинские монголо-буряты, как шаманисты, так и ламаисты, питают глубочайшее почтение к этому (Николаю) Святителю и называют его по-русски на свой лад: „батюша Михола“, или же по-монгольски „Саган-Убукгун“».
- Прообразом Санта-Клауса является святой Николай[8]. Первоначально именно от имени этого святого дарились в Европе подарки детям в день почитания святого по церковному календарю — 6 декабря. Однако в период Реформации, выступавшей против почитания святых, в Германии и сопредельных странах святой Николай был заменён в качестве персонажа, вручающего подарки, на младенца Христа, а день вручения подарков был перенесён с 6 декабря на сочельник Рождества Христова, то есть на 24 декабря. В период контрреформации образ Святого Николая вернулся в обиход, однако он уже прочно ассоциировался с рождественскими праздниками, где стал выступать в качестве дарителя подарков[82]. При этом, если в Англии в XVII веке возник образ абстрактного «отца Рождества», то в Голландии подарки детям поныне продолжает дарить Синтерклаас, то есть святой Николай. В Северной Америке (в Нью-Йорке, основанном голландцами) голландский Синтерклаас превратился в Санта-Клауса — образ, который окончательно оторвался от своего историко-церковного прототипа, оброс новыми деталями и коммерциализировался[83].
- Образ Николая Мирликийского на «круглой доске» предание связывает с болезнью князя Мстислава Владимировича. Князю привиделось во сне, что исцелить его может икона святителя, находившаяся на полатях Софийского собора в Киеве. Туда отправились послы, но были задержаны бурей в устье реки Мсты. Когда волны утихли, послы увидели у борта корабля икону святого Николая «круглою мерою» и доставили её князю. Прикоснувшись к ней, Мстислав выздоровел[84].